# إليانور كوري
إليانور كوري (بالإنجليزية: Eleanor Cory)‏ هي ملحنة أمريكية، ولدت في 1943.

## وصلات خارجية
- إليانور كوري على موقع ميوزك برينز (الإنجليزية)